# 杜庶
杜庶，字康侯。福建邵武人。杜杲之子。
幼年随父从军，未入仕已立战功。历知邕州、潮州，后知和州兼淮西提点刑狱。开庆元年(1259年)，进大理少卿，任两淮制置使、知扬州，移知隆兴府，卒。